# Alfred Grenda

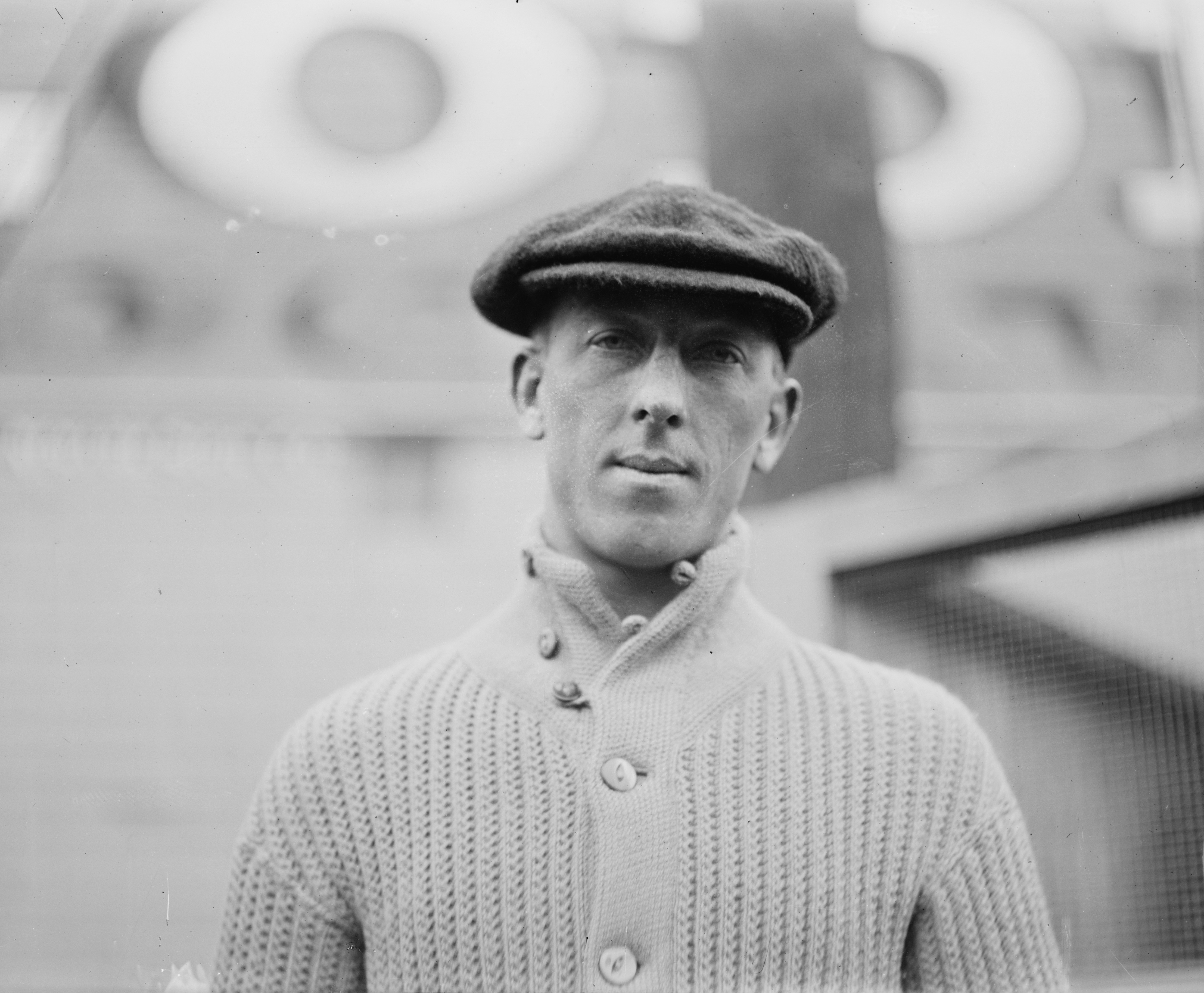
Alfred Grenda (1912)

Alfred Francis Grenda (* 15. September 1889 in Launceston; † 30. Mai 1977 in Paradise) war ein australischer Bahnradsportler.
Alfred Grenda war eins von acht Kindern seiner deutschstämmigen Eltern. Er hatte vier Brüder, die auch alle sehr sportlich waren; Alfred Grenda war jedoch der einzige von ihnen, der Radsport betrieb. Sein erstes Rennen gewann er 1907, mit dem Kommentar, Radfahren sei leichter als Holz zu hacken.
Alfred Grenda wurde siebenmal Meister von Tasmanien und verschiedenen Radsportdisziplinen. 1911 belegte Grenda den zweiten Platz beim Sechstagerennen von Sydney. Anschließend ging er in die Vereinigten Staaten und verbrachte dort den Rest seines Lebens. Er startete bei insgesamt 37 Sechstagerennen in Nordamerika, von denen er acht gewinnen konnte. Unter seinen Partnern waren Alfred Goullet, Oscar Egg und Reggie McNamara. Der niederländische Sechstage-Star Piet van Kempen sagte über Grenda, er sei für ihn der „beste Sechstagefahrer aller Zeiten“.
Bei den UCI-Bahn-Weltmeisterschaften 1912 in Newark wurde Grenda Vize-Weltmeister im Sprint, hinter dem US-amerikanischen Radsport-Idol Frank Kramer. Viermal wurde er zudem Tandem-Weltmeister. Zudem stellte er drei Weltrekorde auf.
Nach Beendigung seiner Radsport-Karriere im Herbst 1928 kaufte er zunächst einen Orangenhain, später betrieb Grenda ein Hotel in New York. 1930 erhielt er die Staatsbürgerschaft der Vereinigten Staaten von Amerika.
Er stammt aus einer Familie von Radsportlern: Sein Neffe ist der ebenfalls als Sechstagefahrer erfolgreiche Ronald Grenda, dessen Sohn Michael Grenda bei den Olympischen Spielen 1984 in Los Angeles in der Mannschaftsverfolgung die Goldmedaille errang und dessen Enkel Ben Grenda inzwischen auch schon erste Erfolge als Radrennfahrer erringen konnte.